# Claude Vermette
Claude Vermette (* 10. August 1930 in Montreal; † 21. April 2006 in Saint-Jérôme/Québec) war ein kanadischer Maler und Keramiker.

## Leben
Vermette studierte bei Frère Jérôme am Collège Notre-Dame und bei Paul-Émile Borduas, durch den er zu Malergruppe der Automatisten kam. Mit ersten Ausstellungen seiner Gemälde fand er um 1950 die Anerkennung der Kunstkritik. Sein Interesse an der Keramik entstand 1952 während eines Studienaufenthaltes in Italien bei dem Bildhauer Fausto Melotti und dem Architekten Gio Ponti. 1953 vollendete er sein erstes großes keramisches Werk für die Apsis und Decke der neuen Kapelle des Séminaire de Chicoutimi.
Dies war der Beginn einer Jahrzehnte währenden Zusammenarbeit mit Architekten wie Jean-Paul Mousseau. Er war beteiligt an Projekten zur Expo 67 in Montreal, zur Expo ’70 in Osaka und zu den Olympischen Sommerspielen 1976 in Montreal, und seine Keramikentwürfe (Wandgemälde, Hallen, Parkettböden) sind in Schulen, Kirchen, Gerichtsgebäuden, Krankenhäusern, Flughäfen und Bürogebäuden in Montreal, Toronto und New York zu finden. Auf Empfehlung ´seines Freundes, des Architekten Louis Joseph Papineau, wurde er mit dem Entwurf von Keramikfliesen für mehrere U-Bahnstationen Montreals (u. a. Atwater, Beaubien, Berri-De Montigny, Jean-Talon, Laurier, McGill, Place-des-Arts, Saint-Laurent und Peel) beauftragt.
Außerdem schuf Vermette auch Druckgrafiken, Aquarelle, Gemälde und Bronzeskulpturen. Eines seiner letzten Werke waren fünf Wandgemälde am Pavillon du Lac des Castors im Parc du Mont-Royal.